# جرجس كرم
جرجس كرم هو شاعر مهجري في الأرجنتين، وهو أحد أعضاء الرابطة الأدبية، وهي جمعية أدبية عربية في الأرجنتين.